# ザック・キング
ザック・キング（Zach King）は、ロサンゼルスに拠点を置くアメリカ人の映像作家で、TwitterのショートビデオクリップVine（バイン）およびYouTube動画投稿者である。手品のような演出のデジタル編集された6秒動画「マジックバインズ」が最も知られている。キングは、2008年からYouTubeへビデオ投稿を行い、そして2013年にはVineにも投稿を始めた。キングは、これらビデオを「デジタル奇術（digital sleight of hand）」と呼んでいる。
2010年、ヒューレット・パッカードの広告コンテストで優勝し、ロンドン映画祭オープニングイベントのレッドカーペットに招待された。2013年には、YouTubeのネクストアップクリエーターズコンテストも受賞した。

## 経歴
キングは、アメリカ合衆国オレゴン州のポートランドに生まれ育った。7歳のときに家庭用ビデオカメラを用いて最初のビデオを撮影し、14歳で、カメラと三脚、マッキントッシュコンピュータのビデオ機材一式を購入して、撮影と編集を始めた。そしてバイオラ大学の映画メディア芸術学科に進み、2012年12月に卒業した。
キングは、2008年より自身が運営するウェブサイト「ファイナルカットキング（FinalCutKing.com）」を開設。インターネット上でソフトウェアのチュートリアルが無いことに気付いたキングは、自身のサイトで動画編集ソフト「Final Cut Pro」の使用におけるトレーニングとヒントの提供を行った。同時に、ソフトウェアを用いた視覚効果の実例を紹介するためにYouTubeへの投稿を始めた。運営するウェブサイトの閲覧者を獲得した後、彼らにトレーニング・セミナーを売り始め、その収入を大学の学費に当てた。そして2012年、ケーブルテレビチャンネル「サイファイ」の番組「ウィルス・ビデオ・ショー」で放送された「ウィルス・ビデオ対決」に参戦した。

### YouTube

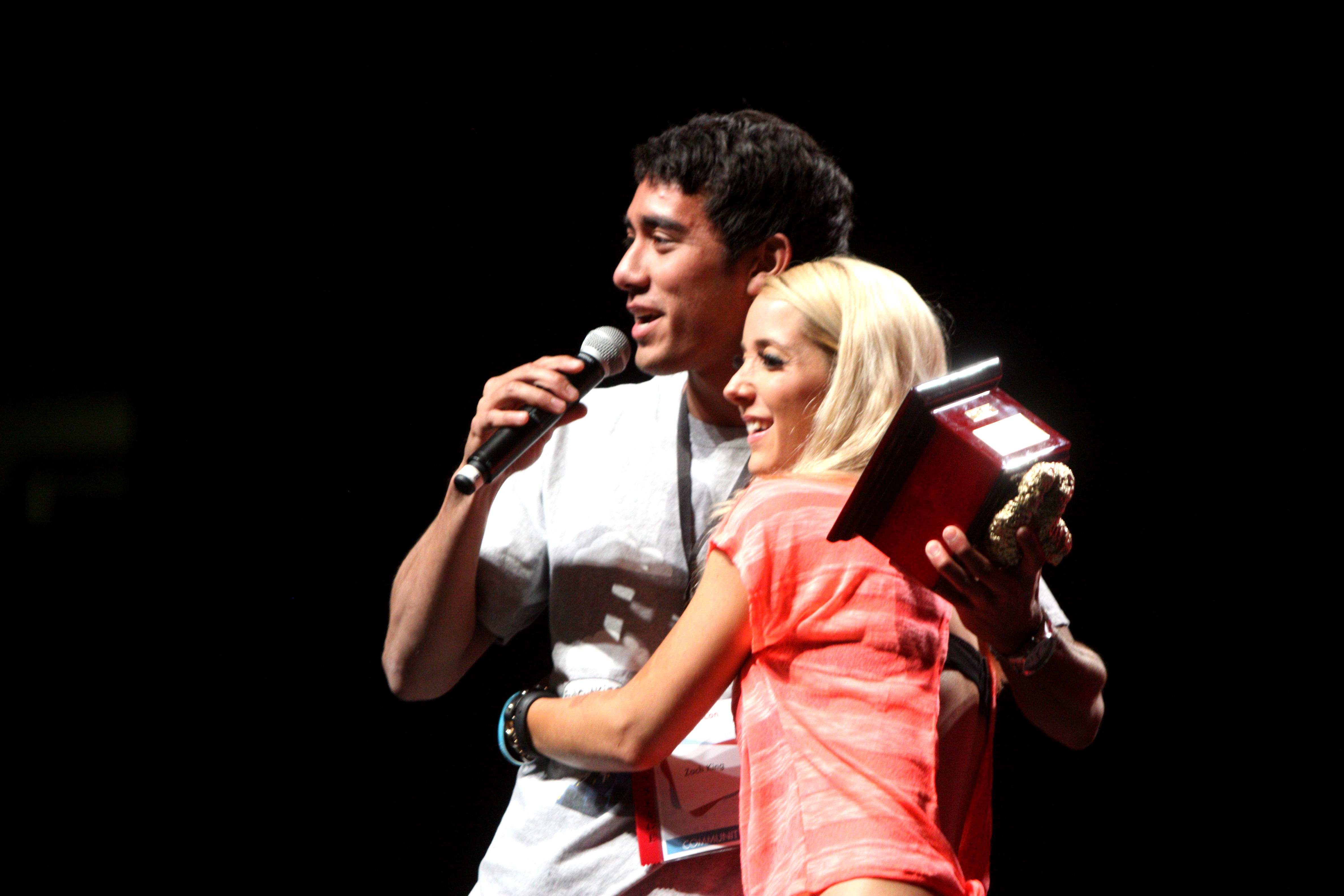
ビデコン2012年ゴールデンうんち賞を授与されるキング

2011年、キングは大学の友人と作成した「ジェダイの子猫」というタイトルの動画をYouTubeに投稿した。ライトセーバーで戦う2匹の猫の動画は、閲覧数が3日間で100万を超え、のちに500万に達した。次作の「ジェダイの子猫の逆襲」は1000万ビューを記録し、そして第三弾の「ジェダイの子猫、フォースとともに」が2014年に発表された。キングの公式YouTubeチャンネル「FinalCutKing」で公開されている。
キングは、2013年5月にYouTubeによってアメリカの最も有望な若い映画製作者25人に選出された。YouTubeが主催するネクストアップクリエーターコンテストの一環として、4日間のYouTubeクリエーターキャンプのために、キングは35,000ドルとニューヨークへの旅行を受け取った。コンテストへは「うまくいかないコンテストエントリー」のタイトルで、キング自身が空襲と地上砲火による攻撃を避ける動画を提出した。

### Vine
多くの友人がソーシャルメディア・ウェブサイトのアカウントを所有しているのを見て、キングは最初の30日間は毎日1本の6秒動画を作るという目標を掲げ、2013年9月にVineのアカウントを作成した。いくつかの動画の成功を収めたキングは、さらに新しい動画を作成し、投稿を続行することに決めた。
2014年1月には著名なトーク番組「エレンの部屋」に出演。番組のスタッフとともにいくつかの動画を作り上げた。2014年現在、キングは生計のためにガレージを拠点として6秒動画を制作している。インディペンデント紙によるインタビューにおいて、キングは将来、アクションアドベンチャー長編映画の監督がしたいと望んだ。
キングの6秒動画は、複数のメディアや、番組プロデューサーでジャーナリストのシェ・パツィエンツァ、人気男性誌「コンプレックス・マガジン」に寄稿するJ・ドゥエイン・ハーンらによって紹介された。2014には、イギリスのエレクトロバンド「ルディメンタル」に、彼らのための動画制作を求められた。

## 受賞歴
- 2009年 - ロンドン映画祭ヒューレット・パッカード広告部門 優勝[23]
- 2009年 - ブリヂストン セーフティー学生ドライバービデオコンテスト 評価員賞[5]
- 2010年 - ロンドン映画祭ハートブランドアイスクリーム広告部門 優勝[24]
- 2010年 - ブリヂストン セーフティー学生ドライバービデオコンテスト 優勝[25]
- 2012年 - ビデコン ゴールデンうんち賞[26]
- 2013年 - YouTube ネクストアップクリエーターコンテスト 選出